# Bullenbach
Der Bullenbach ist ein Nebenfluss der Stör im Naturpark Aukrug in Schleswig-Holstein.
Der Fluss hat eine Länge von ca. 5,0 km, entspringt südlich von Hennstedt und mündet südlich von Rade bei Störkathen in die Stör.